# Estádio Antônio Carneiro
Estádio Antônio Carneiro – stadion piłkarski, w Alagoinhas, Bahia, Brazylia, na którym swoje mecze rozgrywa klub Alagoinhas Atlético Clube.